# Ninmyō
 (novembre 2019).
Si vous disposez d'ouvrages ou d'articles de référence ou si vous connaissez des sites web de qualité traitant du thème abordé ici, merci de compléter l'article en donnant les références utiles à sa vérifiabilité et en les liant à la section « Notes et références ».
Ninmyō (仁明天皇, Ninmyō Tennō, 27 septembre 808 – 6 mai 850) était le cinquante-quatrième empereur du Japon, selon l'ordre traditionnel de la succession, et a régné de 833 à sa mort. Son nom personnel était prince Masara (正良親王, Masara Shinnō).

## Généalogie
Ninmyō était le second fils de l'empereur Saga et de l'impératrice Tachibana no Kachiko. 

### Impératrice et consorts
- Fujiwara no Junshi (Nabuko), née en 809, fille de Fujiwara no Fuyutsugu et de Mitsuko ; mariée en 823 ; épouse impériale en 833 ; titrée dame impériale en 850 ; impératrice douairière (kotaigo) en 854 ; nonne en 861 ; grande impératrice douairière (taikotaigo) en 864 ; morte en 871; dont il eut :
  - premier fils: prince Michiyasu, né en 827 (futur empereur Montoku)

- Fujiwara no Takushi, fille de Fujiwara no Fusatsugi ; épouse impériale (nyogo) en 833 ; morte en 839 ; titrée impératrice douairière (kotaigo)  posthume en 884; dont il eut :
  - second fils: Prince Muneyasu, né en 828, mort 868
  - troisième fils: Prince Tokiyasu, né en 830 (empereur Kōkō)
  - quatrième fils: Prince Saneyasi, né en 831 ; Président du collège des censeurs ; mort en 872, père de:
    - Princesse, mariée à Fujiwara no Mototsune

  - Princesse Shinshi, morte 897
- Fujiwara no Teishi (Sadako), morte en 864; fille de Fujiwara no Mimori; épouse impériale (nyogo); mère de:
  - Prince Nariyasu, né 836, mort 853
  - Princesse Shinshi, morte 851
  - Princesse Heishi, morte 877
- Tachibana no Kageko, morte 864; fille de Tachibana no Ujikimi; épouse impériale (nyogo)

- Ki no Taneko, morte 869; fille de Ki no Natora; concubine impériale (koi); mère de
  - Prince Tsuneyasu, mort 869
  - Princesse Shinshi (Saneko), morte 870
- Une dame du clan Minuki, concubine impériale (koi); déposée 845; mère de
  - Sada no Noboru, exclu de la famille impériale

- Shigeno no Tsunako, fille de Shigeno no Sadanushi; dame de la cour, mère de:
  - Prince Motoyasu, mort 902
  - Princesse Tokiko, morte 847; princesse vestale de Kamo de 831 à 833
  - Princesse Jushi, morte 869
- Fujiwara no Katoko, fille de Fujiwara no Fukutomaro; dame de la cour, mère de:
  - Prince Kuniyasu, mort 898
- Fujiwara no Warawako, fille de Fujiwara no Michito; dame de la cour, mère de:
  - Princesse Shigeko, morte 865
- Princesse Takamune, fille du Prince Okaya; dame de la cour, mère de:
  - Princesse Kyushi, morte 876; princesse vestale d'Ise de 833 à 850
- Kudara no Yokyo, fille de Kudara no Kyofuku; dame de la cour, mère de:
  - Princesse Takaiko, morte 866; princesse vestale de Kamo de 833 à 850
- Une dame du clan Yamaguchi, dame de la cour, mère de:
  - Minamoto no Satoru, né 849, mort 879
- De mères inconnues:
  - Minamoto no Masaru, né 831, + 888
  - Minamoto no Suzushi, né 835, mort 890
  - Minamoto no Hikaru, né 846, mort 913
  - Minamoto no Itaru

## Biographie
Ninmyō monte sur le trône en 833 après l'abdication de son oncle l'empereur Junna. Il désigne alors un des fils de celui-ci en tant que prince héritier. En 842, à la suite de l'incident de l'ère Jōwa, ce prince est remplacé par le fils aîné de Ninmyō, le prince Michiyasu, et dont la mère est l'impératrice Fujiwara no Junshi, une fille de Fujiwara no Fuyutsugu.  On suppose aujourd'hui que cela est dû à une intrigue politique entre l'empereur Ninmyō et Fujiwara no Yoshifusa, second fils de Fuyutsugu et oncle du nouveau prince héritier.
Michiyasu lui succède en 850 sous le nom de règne de Montoku. Le troisième fils de Ninmyō, le prince Tokiyasu, montera également sur le trône, sous le nom d'empereur Kōkō.

### Kugyō (公卿)
- Empereur Ninmyō　(仁明天皇), r. 833-850[1]
  - Sadaijin, Fujiwara no Otsugu　(藤原緒嗣), 832-843
  - Sadaijin, Minamoto no Tokiwa　(源常), 844-854
  - Udaijin, Kiyohara no Natsuno　(清原夏野), 832-837
  - Udaijin, Fujiwara no Mimori　(藤原三守), 838-840
  - Udaijin, Minamoto no Tokiwa　(源常), 840-844
  - Udaijin, Tachibana no Ujikimi　(橘氏公), 844-847
  - Udaijin, Fujiwara no Yoshifusa　(藤原良房), 848-857